# 1-アミノ-4-メトキシベンゼン
1-アミノ-4-メトキシベンゼン（1-amino-4-methoxybenzene）とは、ベンゼン環に存在している6つの水素のうちの1つの水素がアミノ基に置換され、アミノ基から見て最も遠い水素がメトキシ基に置換された有機化合物である。
CAS登録番号は[104-94-9]。

## 名称について
1-アミノ-4-メトキシベンゼンには様々な慣用名を用いた名称が存在する。ただし本稿では、本節の名称に関する説明文を除いて、全て1-アミノ-4-メトキシベンゼンという表記で統一する。

### アニリンを基本形とした時の名称
ベンゼン環に存在している6つの水素のうちの1つがアミノ基に置換された化合物の慣用名はアニリンと言う。このため、アニリンの4位の炭素（アミノ基から見て最も遠い炭素）に直結する水素がメトキシ基に置換された化合物という意味で、4-メトキシアニリン（4-methoxyaniline）とも呼ばれる。また、この4位の部分を慣用的に「p」（パラ位）と呼ぶため、p-メトキシアニリン（ぱらメトキシアニリン、para-Methoxyaniline）とも呼ばれる。

### アニソールを基本形とした時の名称
ベンゼン環に存在している6つの水素のうちの1つがメトキシ基に置換された化合物の慣用名はアニソールと言い、これを利用した呼称も存在する。すなわち、アニソールの4位の炭素（メトキシ基から見て最も遠い炭素）に直結する水素がアミノ基に置換された化合物という意味で、かつ、この4位の部分を慣用的に「p」（パラ位）と呼ぶため、p-アミノアニソール（ぱらアミノアニソール、para-Aminoanisole）とも呼ばれる。

### アニシジンと言う慣用名を使用した時の名称
ベンゼン環に存在している6つの水素のうちの2つが、一方はアミノ基に、もう一方はメトキシ基に置換された化合物の慣用名はアニシジンと言う。そして、ベンゼン環に直結した置換基から見て最も遠い部位を慣用的に「p」（パラ位）と呼ぶため、p-アニシジン（ぱらアニシジン、para-Anisidine）とも呼ばれる。

## 物理・化学的性質
1-アミノ-4-メトキシベンゼンは、化学式C7H9NO、示性式CH3OC6H4NH2で表されるため、分子量は123.155 である
。
常圧における融点は57 ℃から60℃程度。常圧における沸点は243 ℃である。
したがって、常温常圧で1-アミノ-4-メトキシベンゼンは固体で存在する。
なお、1-アミノ-4-メトキシベンゼンの定圧燃焼熱は、928 kcalである。

## 毒性
1-アミノ-4-メトキシベンゼンをラットに対して経皮投与した時の半数致死量は3200 (mg/kg)、ラットに対して経口投与した時の半数致死量は1400 (mg/kg)である。

## 製法
メトキシベンゼンを、ヒドロキシルアミンによってアミノ化することにより合成できる。
他に、1-メトキシ-4-ニトロベンゼンを、硫化ナトリウムで還元することでも合成できる。

## 用途

### 合成原料
1-アミノ-2-メトキシベンゼンと同様に、1-アミノ-4-メトキシベンゼンも、アゾ染料や、ナフトール塗料の合成原料などとして用いられる。また、1-アミノ-4-メトキシベンゼンのアミノ基をジアゾ化して生成したジアゾニウム塩を、ヨウ化カリウムの水溶液中で分解させると、
抗酸化剤として用いられることのある化合物の1つである1-ヨード-4-メトキシベンゼンを合成できる。

### ペーパークロマトグラフィー用試薬
1-アミノ-4-メトキシベンゼンの場合は、ペーパークロマトグラフィーにおいて、還元糖や、配糖体の糖鎖部分の検出に利用することもできる。まず、予め1-アミノ-4-メトキシベンゼンを塩酸塩の形にして、これをブタノール溶液にしておく。ここで濾紙を用いたペーパークロマトグラフィーを行い、この濾紙に1-アミノ-4-メトキシベンゼン塩酸塩のブタノール溶液を噴霧して加熱すると、ペントースとケトヘプツロースのスポットは赤色に呈色し、メチルペントースのスポットは黄色に呈色し、アルドヘキソースは褐色に呈色する。

### 金属イオンの検出試薬
1-アミノ-4-メトキシベンゼンは、2価の銅イオン、2価の鉄イオン、3価の鉄イオンの検出試薬としても利用可能である。

## 類似構造を持つ4-メトキシフェニルメタンアミンについて
1-アミノ-4-メトキシベンゼンは、第1級アミンだが、ベンゼン環にアミノ基が直結した芳香族アミンである。4-メトキシフェニルメタンアミン（慣用名、p-メトキシベンジルアミン）は、その名の通り、1-アミノ-4-メトキシベンゼンのアミノ基とベンゼン環との間にメチレン基が挿入されただけの化合物だ。したがって、同じ第1級アミンながら、4-メトキシフェニルメタンアミンのアミノ基は炭化水素鎖（ここではメチレン基）に直結した脂肪族アミンである。一般に脂肪族アミンは、芳香族アミンと比べると塩基性が強いことが知られている。1-アミノ-4-メトキシベンゼンと比べると塩基性の強い4-メトキシフェニルメタンアミンの場合は、比較的水に溶解しやすく、しかも空気中の二酸化炭素を吸収する性質まで持つ。
なお、当然ながら4-メトキシフェニルメタンアミンは、1-アミノ-4-メトキシベンゼンよりもメチレン基が1個多い分だけ分子量が大きい。4-メトキシフェニルメタンアミンの化学式は化学式C8H11NOであり、分子量は約137 である。
しかし、より分子量が大きいのにもかかわらず、4-メトキシフェニルメタンアミンの常圧における沸点は236 ℃から237 ℃と、1-アミノ-4-メトキシベンゼンの常圧における沸点よりも約10 ℃低い。